# Felline
Felline is een plaats (frazione) in de Italiaanse gemeente Alliste.

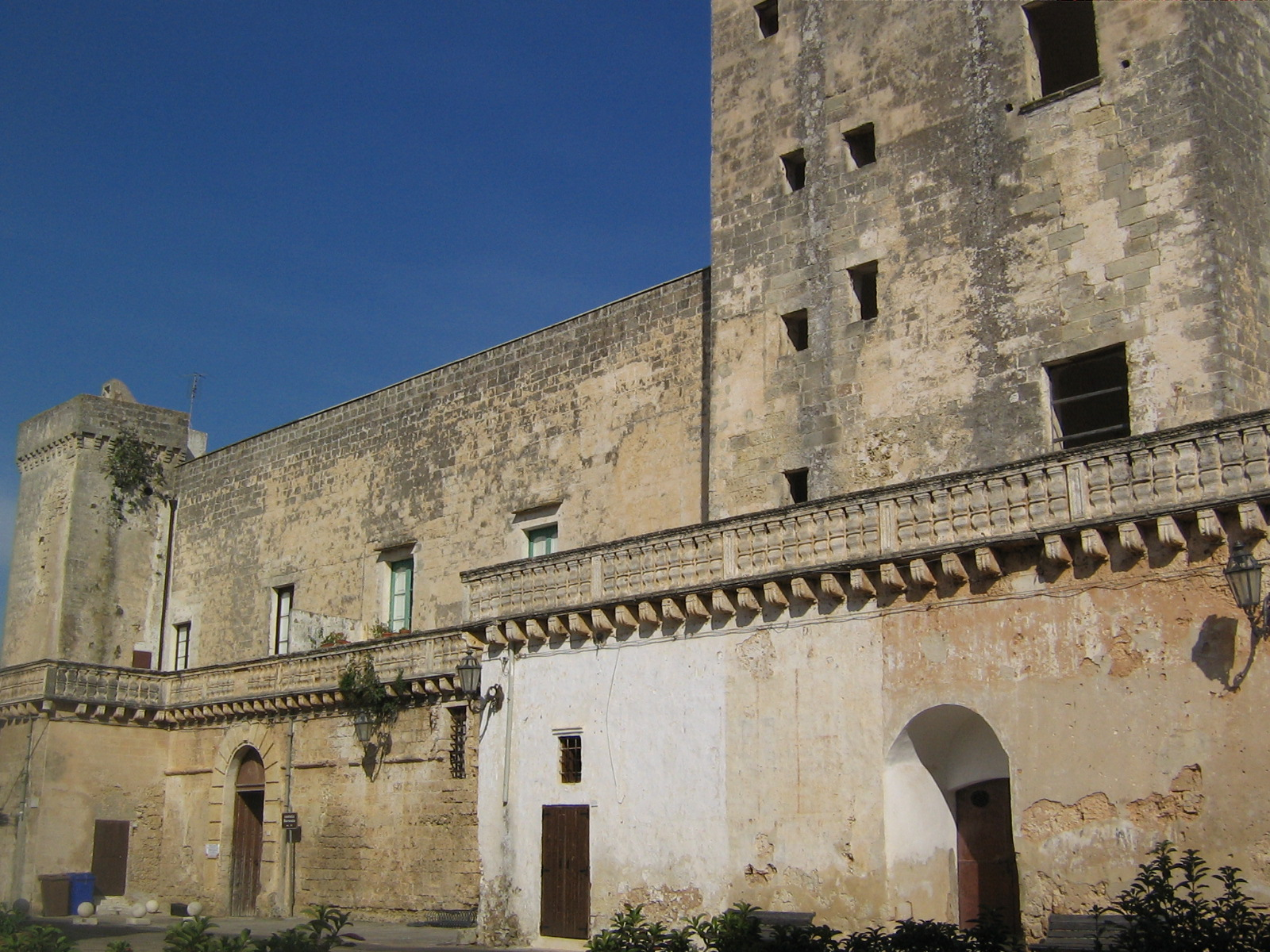
Kasteel